# Vetési László (szociográfus)
Vetési László (Székelyudvarhely, 1953. december 26.) – református egyházi író, szórványkutató, szociográfus.

## Életútja, munkássága
Középiskoláit Székelykeresztúron és Székelyudvarhelyen végezte, 1972-ben érettségizett a Petru Groza Líceumban. A kolozsvári Protestáns Teológián szerzett lelkészi diplomát 1976-ban. Előbb a Szeben megyében Bürkös szórványgyülekezetének lelkésze, majd 1978–83 között a kolozsvári Pata utcai gyülekezetben helyettes lelkész. 1983-tól az Erdélyi református egyházkerület iratterjesztésének kiadói szerkesztője, és a Református Szemle műszaki szerkesztője, majd 1990-től szórványügyi előadó; lelki gondozója a mezőségi és dél-erdélyi szórványgyülekezeteknek, vezetője az Erdélyi református egyházkerület Szórványgondozó Szolgálatának. 1991–94 között lelkész-tanár a kolozsvári Református Kollégiumban is.
Közben elindítója és 1990–92 között szerkesztője a Felebarát c. szórványlapnak, majd annak megszűnése után az Üzenet „Levél” c. szórványmellékletének; szerkesztője a Felebarát Füzetek, Diaszpóra Tájékoztató és Diaszpóra Könyvek c. sorozatoknak (ez utóbbiban jelent meg Nagy Sándornak a bukaresti magyarság két világháború közötti helyzetéről írott könyve, A regáti magyarság. Kolozsvár–Sopron, 2000).
Első szociográfiai tanulmánya, Bürkösön szerzett szórványtapasztalatait összegezve, a Korunkban 1977-ben, majd kibővítve a Változó valóság Imreh István szerkesztette 1978-as kötetében jelent meg, ugyanennek a sorozatnak 1984-es kötetében publikált, Pillich Lászlóval és Vincze Zoltánnal közös tanulmánya a „városfejlesztés” címén lerombolt hóstáti magyar közösség sorsának alakulását tárta fel. Ugyancsak Pillich Lászlóval közösen rendezte sajtó alá a Leírtam életem… c., népi önéletírásokat tartalmazó kötetet (Bukarest, 1987). Közben folyamatosan közölt a Korunk, A Hét, TETT c. folyóiratokban, a Református Szemlében és annak Gyülekezeti Mellékletében, valamint a Korunk 1982-es és A Hét 1986-os Évkönyvében.
Az 1989-es változást követően, az új lehetőségeket kihasználva, rendszeresen jelentek meg cikkei, tanulmányai, szórványelemzései, publicisztikai írásai a hazai és a magyarországi sajtóban (Korunk, Hitel, Kisebbségkutatás, Kapu, Reformátusok Lapja), az Anyanyelvápolók Erdélyi Szövetsége Évkönyvében, a Romániai magyar évkönyv köteteiben, a Református Naptárban, főképp a szórványmagyarság sorskérdéseiről, helyzetük felméréséről, az erdélyi nyelvi peremterületeken élők, főképp lelkészek, tanítók példamutató munkájáról. Elsősorban az ő munkásságának köszönhető, hogy az erdélyi szórványgondok az egyetemes magyar köztudatba bekerültek. „Lelkipásztori esszéi”-vel, az erdélyi és regáti, valamint a nyugati magyar szórványokról készített riportjaival, filmszövegeivel (a Juhaimnak maradékát összegyűjtöm c., B. Nagy Veronikával 1992-től készített, 25 filmből álló sorozattal) új tényirodalmi műfajt teremtett. Más hazai és magyarországi filmesekkel készült filmjeinek száma meghaladja az 50-et. E témakörből írott tanulmányai a Népi vallásosság a Kárpát-medencében c. sorozat I. és II. kötetében (Budapest, 1991, 1997), a stockholmi Erdélyi Könyv Egylet Sokszemközt c. kiadványában, a Kulcsok Kolozsvárhoz (Kolozsvár, 2000), Szórvány és Iskola (2001), Erdélyből Európába mítosztalanul (2003), Tanulmányok a szórványról (Budapest, 2005), Mint oldott kéve… (Budapest, 2006), A felszívódás veszélye, a fennmaradás esélyei (Bécs, 2009) c. kötetekben jelentek meg.
Az 1989-es változás óta az erdélyi magyarság közösségépítésének számos területén vállalt feladatokat: aktív résztvevője az erdélyi magyar református egyházi megújulási mozgalomnak, négy éven át titkára az Országos Református Lelkészértekezleti Szövetségnek; 1992-ben alapítója és azóta elnöke a szórványfeladatokat magára vállaló Diaszpóra Alapítványnak, titkára az Egyetemes Magyar Református Zsinat Szórványbizottságának, 1995-től társelnöke a Romániai Magyar Szórványtanácsnak; Jenei Tamással együtt 1993-ban megalapítója az erdélyi szórványközösségépítők munkáját évente elismerő Czelder Márton- és Földes Károly Szórványdíjaknak.
Kezdeményezője és vezetője annak az 1996-ban indult programnak, amelynek keretében kolozsvári főiskolás fiatalok elkezdték a Kárpátokon kívüli magyar szórványok felkutatását és megszervezését. 1997-ben elindítja a „lélektől lélekig missziót”, 1998-ban a „nagyvárosi missziót”; az RMDSZ Oktatási Főosztálya számára elkészítette a vidéki pedagógusokat támogató „lámpás programot”, 2000-ben a hátrányos peremhelyzetű magyar közösségek építésére szolgáló „Úgy cselekedjünk, hogy megmaradjunk” stratégiát. Ebben a két tárgykörben dolgozta ki az Iskola a nyelvhatáron (1998) és a Magyar egyház, de milyen nyelven? (Orbán Lajossal, Kisebbségkutatás, 2000/2) c. elemző tanulmányokat. Kezdeményezője volt a „Holttenger dokumentációs program”-nak, amelynek keretében adatbázis készült a szórványmagyar kisközösségekről. 2000-ben megszerkesztette és kiadta a 63 lelkész által aláírt Algyógyi Nyilatkozatot, amely a romániai magyar szórványkérdés és -program megrázó dokumentuma.
Egyéb területeken vállalt közösségépítő feladatai: 1994–98 között egyik alelnöke volt a Világszövetség Erdélyi Társaságának, 1996-tól tagja a Hungária Televízió Közalapítvány Kuratóriumának, 2003–2004-ben elnöke a Kolozsvár Társaságnak.
1993-ban és 1997–98-ban szerkesztette a kolozsvári Református Kollégium Kollégiumi tükör c. évkönyveit, társszerkesztője volt a soproni Bethlen Kiadóval közös Diaszpóra Könyvek c. sorozatnak.

## Kötetei
- Leírtam életem... Népi önéletírások; sajtó alá rend. Pillich László, Vetési László; Kriterion, Bukarest, 1987
- És élni kellett tovább. Két emlékirat; Jancsik Andor: Szegényember élete; id. Binder Pál: Megemlékezés életem néhány eseményéről; bev. Vetési László; Erdélyi Gondolat, Székelyudvarhely, 1995
- Szolgáljatok az Úrnak (Kolozsvár, 1997. Felebarát Füzetek);
- Új teremtés. A romániai református egyház helyzetképe, szolgálati feladata… (uo. 1998);
- Juhaimnak maradéka. Anyanyelv, egyház, peremvilág: sorskérdések a nyelvhatáron (Kv. 2001 = Ariadné Könyvek);
- Ne csüggedj el, kicsiny sereg. Lelkipásztori barangolások küszködő nyelvi tájakon (Kv. 2002).

## Sokszorosításban megjelent munkái
- Hét bő esztendő. Erdélyi elemzések a hétéves Duna Televízióról (Budapest, 2000);
- Úgy cselekedjünk, hogy megmaradjunk. Romániai magyar szórványstratégia (Kv. 2000);
- Megszámláltattál. Az 1992-es romániai népszámlálás református adatainak értékelése (uo. 2001);
- Lámpás program. Értelmiségtámogatási, telepítési és képzési terv (uo. 2003); *Szórványmagyarok lexikona (uo. 2003).

## Díjak, elismerések
- Julianus Alapítvány díja és a MÚRE nívódíja (1993);
- Győri Media Wave Nagydíja (1994, a B. Nagy Veronikával és Xantus Gáborral közösen, Kövek és emlékek pásztora címmel Szegedi László magyarigeni lelkészről készített filmért);
- Pro Media Christiana (2001, a Királyhágómelléki református egyházkerület kitüntetése)
- A Nemzeti Erőforrás Minisztérium Károli Gáspár-díja és a Miniszterelnöki Hivatal Kisebbségekért díja (2003)
- Bethlen Gábor-díj (2005);
- Az Anyanyelvápolók Erdélyi Szövetségének Nyelvőrzés Díja (2006);
- Kemény Zsigmond-díj (2009).